# محمدرضا مهدی‌زاده
محمدرضا مهدی‌زاده کاسانی (زاده ۳۰ بهمن ۱۳۷۲ رشت) معروف به محمدرضا مهدی‌زاده بازیکن فوتبال اهل ایران است که برای باشگاه فوتبال استقلال خوزستان در لیگ برتر خلیج فارس بازی می‌کند.

## افتخارات
باشگاهی
- لیگ برتر
- نایب قهرمانی در لیگ برتر فوتبال ایران ۹۸–۱۳۹۷ به همراه تیم سپاهان اصفهان